# بيدرو دوك إي كورينغو
بيدرو دوك إي كورينغو (بالإسبانية: Pedro Duque y Cornejo)‏ هو نحات ورسام إسباني، ولد في 1678 في إشبيلية في إسبانيا، وتوفي في 1757 في قرطبة في إسبانيا.